# Павлінов Сергій Миколайович
Сергі́й Микола́йович Павлінов (19 вересня 1944, Самарканд) — актор Київського національного академічного театру оперети. Народний артист України (1999).

## Біографія і творчість
Павлінов Сергій Миколайович народився 19 вересня 1944 в місті Самарканд, куди свого часу вислали сім'ю його діда Сергія Ілліча Плотнікова, викладача історії Ленінградського університету, як «ворога народу». Його батько був актором Самаркандського драматичного театру, а мама гідромеліоратором. Батьки хотіли, щоб Сергій здобув практичну професію будівельника: «Станеш прорабом, а тоді співай скільки захочеш». За порадою батьків Сергій вступив до гідромеліоративного технікуму, після закінчення якого працював у тій же системі, що і його мама, побудував п'ять стодесятиквартирних «хрущовок». Згодом закінчив також будівельний інститут.
Талант співака розкрився в армії, де Сергій Павлінов спочатку став заспівувачем роти, а невдовзі уже виступав у військовому ансамблі пісні і танцю в Ростові-на-Дону. Після армії вирішив вступати до Московської консерваторії, але доля привела його до навчання у Московському державному музично-педагогічному інституті імені Гнесіних. Його педагогом була відома оперна співачка Шпіллер Наталія Дмитрівна.
Мріяв стати оперним співаком, але першою була роль Едвіна в опереті І. Кальмана «Сільва» (Кабардино-Балкарський музичний театр), потім — Барінкая в опереті Й. Штрауса «Циганський барон» (Краснодарський театр оперети).
Після трьох років роботи у Краснодарському театрі оперети подальшу долю Сергій Миколайович пов'язав з Києвом, зі сценою Київського національного академічного театру оперети, куди його у 1980 році запросив Володимир Володимирович Бегма, головний режисер театру 1975—1981 років.
Тут він став провідним актором, виконавцем численних ролей, які запам'ятались глядачеві. Величезне значення для професійного зростання С. Павлінова мала його багаторічна співпраця з такими видатними режисерами театру, як Т. Гагава, В. Бегма, В. Шулаков, Б. Рябікін, П. Ільченко, С. Сміян. Коли в репертуарі театру з'явились постановки українською мовою, Сергій Миколайович уже в немолодому віці успішно опанував її, хоча спочатку це було нелегко. «Та актор наполегливо працював над собою, до того ж допомогли поради колег. І зараз Сергій Павлінов виконує найскладніші партії українською не гірше від своїх колег по сцені».
У Національній опереті з нагоди 70-річчя від дня народження С. М. Павлінова 14 листопада 2014 року відбулися урочисті заходи та вистава «Циганський барон» Й. Штрауса за участю ювіляра, де Сергій Миколайович зіграв харизматичного та шляхетного графа Омоная.
Виступав в багатьох країнах світу, зокрема в США, Італії, Франції, Польщі, Чехії, Монголії, Болгарії.
Нагороджений Почесною грамотою Верховної Ради України, орденом «За заслуги» ІІІ ступеня.

## Ролі
Ролі в Київському театрі оперети:
- Граф Омонай, Барінкай («Циганський барон» Й. Штрауса)
- Едвін («Сільва» І. Кальмана)
- Граф Данило («Весела вдова» Ф. Легара)
- Граф Орловський («Кажан» Й. Штрауса)
- Граф Петер («Маріца» І. Кальмана)
- Генерал Харрісон Хауелл («Цілуй мене, Кет!» К. Портера)
- Яровий («Товариш Любов» В. Ільїна)
- Квазімодо («Собор Паризької Богоматері» В. Ільїна)
- Д'Артаньян («Три мушкетери»)
- Краун («Поргі та Бесс» Дж. Гершвіна)
- Андрій («Холопка» М. Стрельнікова)
- Тасілло («Маріца» І. Кальмана)
- Пірат Джон Сільвер («Острів скарбів» В. Бистрякова)